# نادژدا داوتیان
نادژدا داوتیان (ارمنی: Նադեժդա Դավթյան؛ انگلیسی: Nadezhda Davyan؛ زاده ۸ نوامبر ۱۹۵۱ - درگذشته ۱۵ ژوئن ۲۰۱۹) رقصنده باله و طراحی رقص ارمنستان بود.

## زندگی‌نامه
وی در ۸ نوامبر ۱۹۵۱ در مسکو به دنیا آمد و از دانشکده دولتی هنر رقص ایروان (۱۹۶۸) فارغ‌التحصیل گشت. وی در تالار آکادمی ملی اپرا و باله آلکساندر اسپنداریان فعالیت می‌کرد. وی برنده جوایزی همچون هنرمند شایسته ارمنستان شوروی و مدال طلای وزارت فرهنگ جمهوری ارمنستان شد. وی در ۱۵ ژوئن ۲۰۱۹ در سن ۶۷ سالگی در ایروان درگذشت.